# Gaesischia fimbriata
Gaesischia fimbriata là một loài Hymenoptera trong họ Apidae. Loài này được Urban mô tả khoa học năm 1968.